# Chris Coons
Chris Coons (Greenwich, 1963. szeptember 9. –) amerikai politikus, szenátor (Delaware, 2010 – ). A Demokrata Párt tagja.

## Pályafutása
Coons 1985-ben az Amherst College egyetemen kapta alapdiplomáját kémiából és politikatudományból, majd 1992-ben jogi és etikai végzettséget szerzett a Yale Egyetemen. 2001-től 2010-ig a New Castle megyében töltött be vezető tisztségeket.
Chris Coons sikerrel indult a 2010-es delaware-i időközi szenátusi választáson, és 2010. november 15-től képviseli az államot a washingtoni felsőházban. 2014-ben és 2020-ban is újraválasztották, így mandátuma 2027. január 3-án jár le.